# Вилюйск
Вилю́йск (якут. Бүлүү) — город (с 1783) в Российской Федерации, административный центр Вилюйского улуса Республики Саха (Якутия). Образует городское поселение город Вилюйск. Является одним из старейших городов северо-востока Азии и Дальнего Востока; основан в 1634 году русскими казаками-первопроходцами.

## Этимология
Основан в 1634 году как казачье зимовье Вилюйское, оно же Верхневилюйское, поскольку расположено выше по течению реки Вилюй, чем Нижневилюйское зимовье; с конца XVIII века город Вилюйск. Топоним образован по названию реки Вилюй. Происхождение гидронима изначально связывали с чукотско-корякской основой вил-, объяснят это тем, что эта основа связана с торговлей, а на реках с названиями от вил- мог происходить обмен между таёжными рыболовами и охотниками. Тем не менее более убедительна гипотеза, основанная на якутском названии реки — Бүлүү, которое образовано из бурят-монгольского бүглүү — «глухая тайга, местность».

## География
Город расположен на правом берегу реки Вилюй (приток Лены), в 592 км к северо-западу от Якутска.

## История

### Оленск

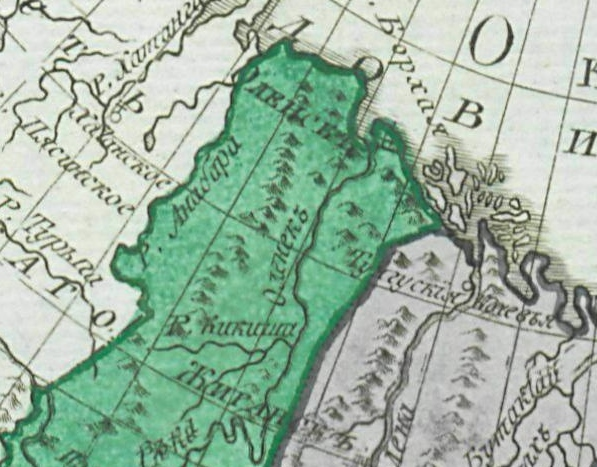
Оленск на карте 1792 года показан в устье реки Оленёк

В XIX веке считалось, что город Оленск XVIII — начала XIX века располагался в устье реки Оленёк у Северного Ледовитого океана, то есть был удалён от Вилюйска на расстоянии свыше 1000 км. В частности, на карте Иркутского наместничества 1792 года Оленск показан в устье реки Оленёк. Это положение подвергалось сомнению ещё в конце XIX века: тогда выяснилось, что, согласно «походному журналу» сержанта Оленской городовой команды за 1794 год, город Оленск находился на реке Вилюе.
Энциклопедический словарь Брокгауза и Ефрона (1890—1907) сообщал: «Оленск — это название носил некоторое время город Вилюйск». Калашников («Якутия: хроника, факты, события», 2000), основываясь на сохранившихся картах реки Лены и города Оленска, утверждает, что Оленск и Вилюйск — это один и тот же город.
«Энциклопедический лексикон» (СПб., 1835—1841) указывал: «Верхневилюйск, или Оленск, город Якутской области, на правой стороне реки Вилюй, в 610 верстах от Якутска… В 1805 г. город уничтожен и учреждено комиссарство, которое в 1822 г. опять возведено в степень города. Вилюйск назывался Оленском ещё и потому, что сначала предположено было поместить городское управление в Оленске — местечке, которое лежит по реке Оленке, впадающей в Ледовитый океан».

### Вилюйск
Город Вилюйск основан весной 1634 года енисейскими казаками во главе с Посником Ивановым (Посник Губарь Иванов), приплывшими по реке Вилюй с Якутского острога по указу воеводы острога Ивана Галкина для ясачного сбора. Первоначальное название поселения, откуда берёт начало город Вилюйск, — Верхнее Вилюйское зимовье, первое русское поселение на Вилюе, пункт сбора ясака и форпост освоения русскими казаками бассейна реки Вилюй.

В 1798 году в Верхневилюйское селение с устья реки Оленёк перенесено Оленское уездное управление, поэтому Верхневилюйское зимовье иногда называли Оленским. Однако официально Верхневилюйское зимовье никогда не называлось городом Оленским.
В официальных документах значилось Верхневилюйское селение, в котором помещено правление города Оленска. Впоследствии герб города Оленска (город, находившийся на устье реки Оленёк и упразднённый по указу Павла I 18 июня 1798 г.) становится гербом города Вилюйска.— официальный сайт города Вилюйск
Однако уже на плане реки Лена 1794 года указан населённый пункт Оленск на реке Вилюй.
Таким образом, в 1822 году Вилюйск стал административным центром самого большого в Якутской области Вилюйского округа.
До 1902 года город Вилюйск находился под административным правлением окружного полицейского управления во главе с исправником. С января 1902 года городским хозяйством стал заведовать городской староста, избираемый из числа купеческого и мещанского сословия. 12 марта 1906 года город Вилюйск включён в список городов с упрощённым городским управлением в составе 12 выборных уполномоченных.
С 1920 года управление городом было возложено на городской Совет депутатов трудящихся, переименованный в 1978 году в городской Совет народных депутатов. 9 января 1930 года Вилюйск стал центром Вилюйского района.
С 1992 года образована администрация города Вилюйска с назначаемым главой администрации.
В октябре 2005 года создано муниципальное образование «Город Вилюйск» с избираемым главой и с городским собранием с избираемыми депутатами.
В честь города Вилюйска названа малая планета в Солнечной системе: астероид 2890 Vilyujsk. Малую планету открыла астроном Людмила Журавлёва в 1978 году.

## Население
| 1855    | 1897    | 1926    | 1939    | 1959    | 1969    | 1970    | 1979    | 1989    |
| ------- | ------- | ------- | ------- | ------- | ------- | ------- | ------- | ------- |
| 359     | ↗611    | ↗1300   | ↗3147   | ↗4817   | ↗6700   | ↘6215   | ↗7108   | ↗8988   |
| 1992    | 1996    | 1998    | 2001    | 2002    | 2003    | 2005    | 2006    | 2007    |
| ↗9100   | ↗9300   | ↗9500   | ↗10 100 | ↘9776   | ↗9800   | ↗10 000 | ↘9900   | ↗10 000 |
| 2009    | 2010    | 2011    | 2012    | 2013    | 2014    | 2015    | 2016    | 2017    |
| ↘9960   | ↗10 234 | ↗10 257 | ↘10 187 | ↗10 529 | ↗10 559 | ↗10 656 | ↗10 744 | ↗10 975 |
| 2018    | 2019    | 2020    | 2021    | 2023    |         |         |         |         |
| ↗11 095 | ↗11 213 | ↗11 322 | ↘10 032 | ↗10 045 |         |         |         |         |

На 1 января 2025 года по численности населения город находился на 908-м месте из 1124 городов Российской Федерации.

### Языковой состав
Родной язык населения по данным переписи 1897 года:
| Язык     | Численность, чел. | Доля     |
| -------- | ----------------- | -------- |
| Якутский | 359               | 58,76 %  |
| Русский  | 220               | 36,01 %  |
| Другие   | 32                | 5,23 %   |
| Итого    | 611               | 100,00 % |

В настоящее время официальными и основными языками города являются якутский и русский.

## Климат
Вилюйск находится на самом севере умеренного пояса Северного полушария. Климат города — резко континентальный. Зима очень холодная; лето короткое, но достаточно тёплое. Самая низкая температура отмечалась в 1927 году. Среднегодовая температура в Вилюйске такая же, как и в Чокурдахе.
| Показатель                    | Янв.  | Фев.  | Март  | Апр.  | Май  | Июнь | Июль | Авг. | Сен.  | Окт.  | Нояб. | Дек.  | Год   |
| ----------------------------- | ----- | ----- | ----- | ----- | ---- | ---- | ---- | ---- | ----- | ----- | ----- | ----- | ----- |
| Абсолютный максимум, °C       | −0,4  | −2    | 10,1  | 18,6  | 30,3 | 36,1 | 37,4 | 36,0 | 27,7  | 18,0  | 3,7   | −2,1  | 37,4  |
| Средний суточный максимум, °C | −32,2 | −25,4 | −11,7 | 0,8   | 11,4 | 21,5 | 24,8 | 20,4 | 10,3  | −3,8  | −22   | −31   | −3,1  |
| Средняя температура, °C       | −35,8 | −30,4 | −18,9 | −5,6  | 5,8  | 15,4 | 18,7 | 14,4 | 5,5   | −7,5  | −25,8 | −34,5 | −8,2  |
| Средний суточный минимум, °C  | −39,3 | −35   | −25,7 | −12,4 | 0,0  | 9,2  | 12,7 | 8,6  | 1,2   | −11,2 | −29,5 | −38   | −13,3 |
| Абсолютный минимум, °C        | −60,9 | −58   | −50   | −40,2 | −23  | −5,3 | 0,0  | −6,3 | −15,4 | −39,8 | −52,7 | −57,9 | −60,9 |
| Норма осадков, мм             | 11    | 9     | 9     | 12    | 24   | 39   | 50   | 38   | 35    | 25    | 20    | 13    | 285   |
| Источник: Погода и климат     |       |       |       |       |      |      |      |      |       |       |       |       |       |

## Образование

### Детские сады
В городе есть 12 детских садов.

### Школы
В городе есть 3 начальные школы, 3 средние школы, и одна гимназия, а также имеются художественная и музыкальная школы.
В городе имеется техникум:
- Вилюйский техникум.

В городе также имеется колледж:
- Вилюйский педагогический колледж им. Н. Г. Чернышевского.

## Экономика
В городе работают следующие промышленные предприятия:
- лесопункт;
- строительные предприятия;
- бетонный завод;
- цех по производству арболита и железобетонных изделий.
- Молокозавод. Производство молока (кроме сырого) и молочной продукции

В улусе ведётся добыча природного газа.

## Спорт
В городе имеются:
- стадион «Оленск»;
- спортивный комплекс «Эрчим»;
- 2 арочных зала;
- Вилюйская детско-юношеская спортивная школа № 1.

## Транспорт
В городе имеется аэропорт (рейсы на Якутск, местные рейсы и др.). Пристань на Вилюе. Через Вилюйск проходит федеральная автодорога «Вилюй» (Якутск-Вилюйск-Сунтар-Мирный).
Расстояние до города Якутска составляет: наземным путем — 592 км; воздушным путем — 535 км; водным путем — 732 км. Завоз грузов (ПТН, мука, ТЭР) осуществляется в основном водным путем, продукты питания и непродовольственные товары — наземным транспортом, небольшое количество грузов — воздушным путем. Внутритерриториальные связи осуществляются автомобильным транспортом. Из-за высоких авиационных тарифов перевозки воздушным путём внутри улуса совершаются не постоянно. 

## Культура
В Вилюйске имеются музеи: краеведческий, Н. Г. Чернышевского, народного образования, хомуса (якутский национальный музыкальный инструмент), музей славы.
- Памятник Героям Советского Союза А. А. Миронову, Н. А. Кондакову, Н. С. Степанову.

## СМИ

### Радиовещание
- 100,0 МГц — Радио «Саха».
- 100,5 МГц — «Радио России» / «ГТРК Саха»
- 103,1 МГц — «Вилюйск FM».

### Газеты
- Газета «Олох суола».

### Федеральные каналы
- Первый канал, Россия 1, НТВ, Россия-24.

## Связь
Интернет
Доступ к Интернету в городе предоставляет компания «Ростелеком».
18 января 2019 году «Ростелеком» запустил в городе ВОЛС, в городе появился высокоскоростной интернет.
Мобильные операторы
- МТС — 2G, 3G, 4G;
- Мегафон — 2G, 3G, 4G;
- YOTA — 2G, 3G, 4G;
- Билайн — 2G, 4G.

## Известные люди, связанные с Вилюйском
В Вилюйске родились:
- Иван Кондаков (1857—1931) — русский химик;
- Анатолий Николаевич Алексеев (род. 1946) — ректор ЯГУ им. М. К. Аммосова (1998—2002)
- Николай Саввич Степанов (1922—1992) — участник Великой Отечественной войны
- Николай Алексеевич Кондаков (1920—1979) — участник Великой Отечественной войны
- Степан Аржаков (1899—1942) — якутский советский государственный, политический и хозяйственный деятель;
- Иван Гоголев (1930—1998) — якутский писатель, народный поэт Республики Саха (Якутия); заслуженный деятель искусств Республики Саха (Якутия), лауреат премии Якутского комсомола, лауреат литературной премии Союза Писателей России и Якутии; член Союза писателей СССР, награждённый орденом «Знак Почёта» и медалью.

Больше года провёл в Вилюйске декабрист М. И. Муравьёв-Апостол (1828); более 10 лет (с 1857) здесь находился П. Ф. Дунцов-Выгодовский. Также, в Вилюйской ссылке провёл 11 лет 7 месяцев русский революционер Николай Гаврилович Чернышевский. В декабре 1889 года в вилюйскую тюрьму прибыли 20 участников монастырёвского бунта; в 1894—1895 годах здесь был поселен П. А. Грабовский.
Кэт Ма́рсден (англ. Kate Marsden, 13 мая 1859 года — 26 мая 1931 года) — английская сестра милосердия, путешественница и филантроп, посвятившая значительную часть жизни облегчению участи больных лепрой. Широкую известность ей принесло путешествие через всю Сибирь к прокажённым Якутии в 1891—1892 годах. Благодаря её усилиям стало возможным создание в 1892 году колонии для прокажённых на месте нынешней деревни Сосновка в Вилюйском улусе после её визита.